# Héli Badoux
Pour les articles homonymes, voir Badoux.
Héli Badoux, né à Lausanne le 7 mai 1911 et mort dans la même ville le 22 octobre 2001, est un géologue et enseignant à l'UNIL vaudois.

## Biographie
Héli Badoux obtient son diplôme de géologie à Lausanne en 1934, puis son doctorat en 1941. Assistant de Maurice Lugeon, Héli Badoux participe à l'exploration géologique et pétrolière de la Syrie de 1936 à 1941, puis à celle de l'Algérie de 1945 à 1950. 
Professeur et directeur de l'Institut de géologie et paléontologie de l'Université de Lausanne entre 1950 et 1975, il crée de nouveaux cours, refond le plan d'études, développe les enseignements sur le terrain. Son œuvre traite de la structure et de l'origine des montagnes (Alpes valaisannes, vaudoises, bernoises et savoisiennes).
Héli Badoux est l'auteur principal de six feuilles de l'Atlas géologique de la Suisse au 1:25 000 (Saint-Léonard, Monthey, Lenk, Montreux, Dents de Morcles, Les Diablerets), d'une feuille de la Carte géologique de la France au 1:50 000 (Thonon), de nombreux articles et monographies dont trois sur les mines de sel de Bex. Il est également l'auteur, avec Henri Onde, du tome II de l'Encyclopédie illustrée du Pays de Vaud intitulée Pays de Vaud - une terre, une histoire  (ISBN 9782882951779).

## Sources
- « Héli Badoux », sur la base de données des personnalités vaudoises sur la plateforme « Patrinum » de la Bibliothèque cantonale et universitaire de Lausanne.
- Henri Masson, « Héli Badoux » dans le Dictionnaire historique de la Suisse en ligne, version du 20 décembre 2001.
- sites et références mentionnés
- Olivier Robert, Francesco Panese, Dictionnaire des professeurs de l'Université de Lausanne dès 1890, Lausanne, 2000, p. 40